# Dertiende amendement van de Grondwet van de Verenigde Staten

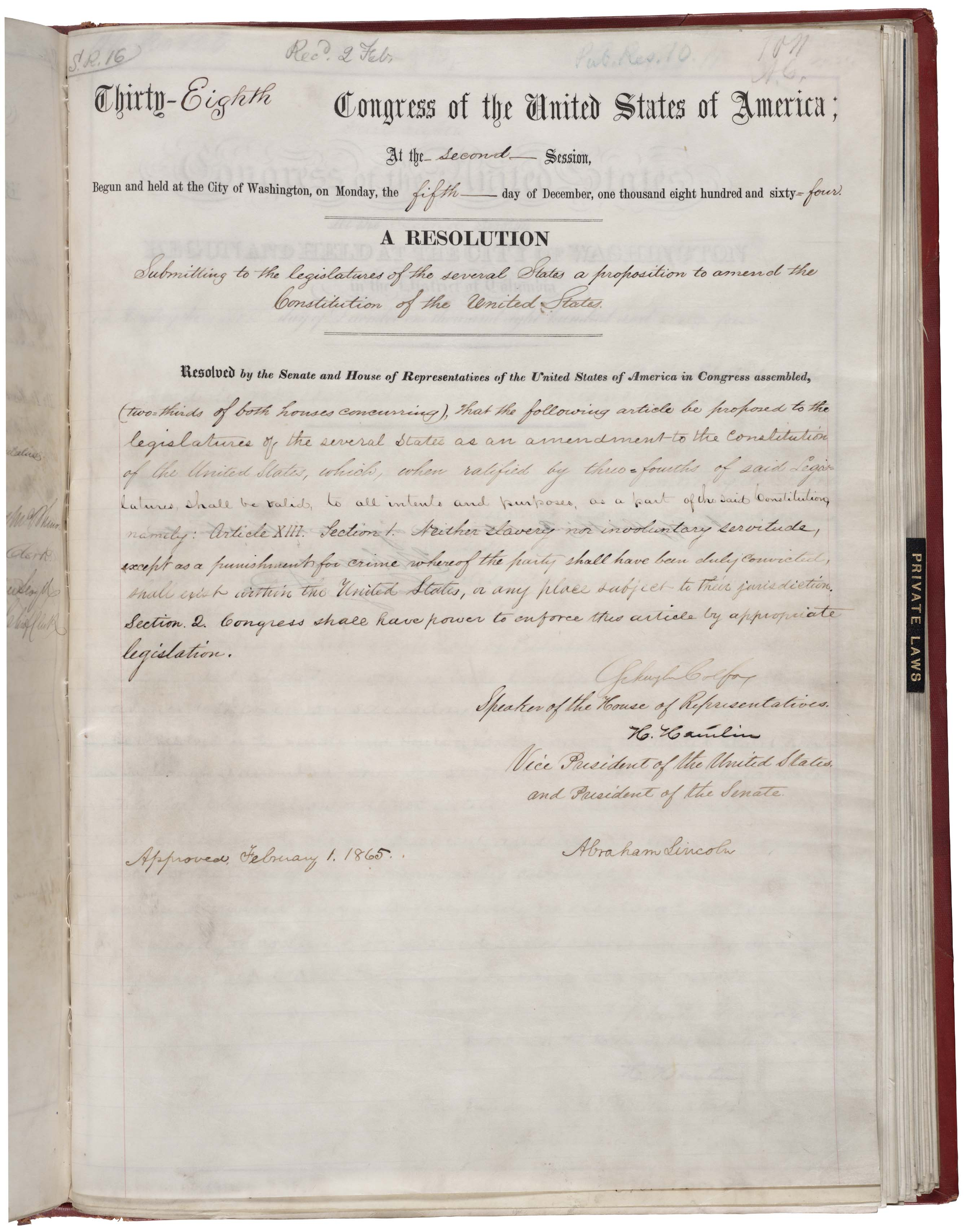
Het dertiende amendement

Amendement XIII van de Grondwet van de Verenigde Staten werd in 1865 voorgesteld door het Congres om de afschaffing van de slavernij in de Verenigde Staten te voltooien. Dat proces was begonnen door president Abraham Lincoln met diens Emancipatieproclamatie in 1863, die alleen de slaven uit de zuidelijke Geconfedereerde Staten, en niet die uit de noordelijke Unie bevrijdde. Het Dertiende amendement geeft de staten en de federale overheid wel de mogelijkheid om veroordeelden onvrijwillig werk te laten verrichten, zolang die arbeid niet aangevuld werd met wrede of ongebruikelijke straffen, die worden verboden door het achtste amendement. Het Federale Hooggerechtshof heeft ook bepaald dat de dienstplicht niet verboden is onder de bepalingen van amendement XIII.
Op 1 februari 1865 was de staat Illinois de eerste staat van de VS die dit amendement ratificeerde. Georgia ratificeerde het amendement op 6 december 1865 als 27e staat. Daarmee was het vereiste aantal stemmen gehaald. Op 18 december 1865 trad het amendement in werking.
De laatste drie staten die het amendement ratificeerden, waren:
- Delaware op 12 februari 1901
- Kentucky op 18 maart 1976
- Mississippi op 16 maart 1995

Omdat de staat Mississippi de ratificatie niet had gemeld aan de nationale archivaris, was de ratificatie in die staat niet officieel tot 7 februari 2013.